# Penarol Atlético Clube
Penarol Atlético Clube, ou simplesmente Penarol, é uma agremiação esportiva sediada na cidade de  Itacoatiara, no estado do Amazonas, Fundada no ano de 1947. Com as suas cores sendo o azul e o branco, o clube tem como os seus principais títulos o tri-campeonato amazonense de 2010, 2011 e 2020.

## História

### Fundação
O Penarol foi idealizado e fundado por um grupo de senhores da sociedade itacoatiarense, grupo este composto por Luiz Calheiros Gama, Marcos Esteves, Sebastião Mestrinho, Simões Sales de Souza, Laureano Seixas e Antônio Gesta Filho. A data de fundação é 8 de Agosto de 1947.
Há duas versões para a escolha do nome do clube: na primeira versão o nome teria sido inspirado no Peñarol, do Uruguai, que estaria empenhado em 1947 numa excursão pela costa brasileira, e teria ido a Manaus, passando por Itacoatiara para realizar treinos. Acontece que não se tem registros conhecidos dessa passagem da equipe uruguaia por Manaus nem há evidências de jogos contra equipes locais. De acordo com essa versão, que é a mais difundida, outros nomes foram sugeridos como Nacional (em homenagem ao Nacional), Rio Negro (em homenagem ao Rio Negro), Amazonas (em homenagem ao estado) e Portuguesa (por motivos desconhecidos). Ao  final de uma votação, as sugestões de Peñarol e Nacional ficaram empatadas, assim, para resolver a questão, foi decidido que adotariam o nome em homenagem ao visitante uruguaio e as cores em homenagem ao clube de Manaus.
Outra versão para a escolha do nome foi revelada pelo jornalista Carlos Zamith, em seu livro Baú Velho. Nessa versão era o Penarol de Fortaleza quem estava em excursão pelo estado do Amazonas. A equipe cearense tinha grande prestigio e era até então bicampeã do estado do Ceará. Essa excursão se deu em 1940 constando de 5 partidas e foi divulgada pelos jornais da capital amazonense. Na altura da fundação do Penarol de Itacoatiara, realizou excursão por Manaus o Fortaleza, e muito se mencionava nos jornais o Penarol de lá e sua passagem pelas terras barés, o que também pode ter influenciado os itacoatiarenses.

### Primeiros campeonatos
Em 24 de Junho de 1951 foi fundada a Liga Itacoatiarense de Desportos Atléticos (LIDA) com a finalidade de organizar o futebol da cidade e o Penarol foi um dos seus fundadores. A LIDA passou ainda naquele ano a organizar o Campeonato Itacoatiarense que ao lado do Campeonato Parintinense eram os únicos campeonatos regularizados no interior do estado. O Penarol se tornou uma das forças da cidade, e nos campeonatos locais passou a exercer uma forte rivalidade com as outras agremiações que também se destacavam, como o Atlético Brasil Clube e o Náutico Esporte Clube. 
Profissionalização e afastamento
Muitas intenções de profissionalizar um clube de Itacoatiara vinham acontecendo desde o ingresso da LIDA na Federação Amazonense de Futebol, em 5 de Fevereiro de 1969. Em 1970 muito se tentou para profissionalizar o Atlético Brasil Clube (tradicional rival do Penarol dos torneios locais), mas a tentativa esbarrou na má vontade dos clubes manauaras em receber um clube do interior. A ideia de ingresso da cidade no Campeonato Amazonense foi adiada e só se realizou em 1979 quando o Penarol foi finalmente filiado como clube membro da Federação Amazonense de Futebol e se tornou apto a disputar o estadual a partir de 1980. 
Com a profissionalização, o Penarol foi ao lado do Olaria de Humaitá, o primeiro clube do interior a participar do Campeonato Amazonense, em 1980. O "Leão da Velha Serpa" disputou seguidamente os campeonatos até 1989, em 1990 se licenciou pela primeira vez. Nesse período chegou a ser 3º colocado por 4 vezes, numa época que o futebol era dominado pela dupla Rio Negro e Nacional. O clube ainda jogou a edição de 1991 e a de 1993, para se licenciar novamente, desta vez por um período de 13 anos. 
Retorno em 2007
No ano de 2006 o Fast Clube, clube tradicional de Manaus fez uma parceria com o município de Itacoatiara, de onde receberia aporte financeiro e estrutura. O Fast Clube foi abraçado pela população e seus jogos sempre recebiam os melhores públicos do estadual daquele ano. A equipe "tricolor" foi finalista e chegou a levar cerca de 9 mil itacoatiarenses à final do 2º turno, disputada em Manaus. 
Ao ver como o Fast Clube obteve sucesso, um setor da sociedade local sentiu um incomodo no fato do Fast Clube não ser originalmente uma equipe local. A partir disso, começou a se idealizar o retorno do Penarol ao profissionalismo.

### Série B do Amazonense 2007
Com o sucesso do Fast e com a volta da Série B do Amazonense, o clube volta ao profissionalismo em 2007, estreando, em Itacoatiara, contra o Holanda, perdendo por 1x0. No primeiro Turno ficou em segundo lugar, atrás somente do Holanda. No segundo turno a equipe caiu de produção, ficando em penúltimo lugar. No geral a equipe foi o 5º colocado na Série B do Amazonense em 2007, que marcava a volta da equipe aos campos profissionais.

### Serie B de 2008 e o acesso
No ano de 2008 a equipe consegue o vice-campeonato da Série B e, consequentemente, o acesso para a 1ª divisão do Amazonense, ao lado de Rio Negro e CDC Manicoré.

### A volta à elite do futebol Amazonense
Em 2009, na sua volta à primeira divisão amazonense, faz uma boa campanha no primeiro turno.
Prejudicado com a fórmula de disputa do segundo turno, o clube caiu de rendimento e no geral ficou na 5º colocação entre dez times, com 21 pontos ganhos.

### 2010, Campeão Amazonense
Em 2010, três anos após seu retorno ao profissonalismo, o Leão da Velha Serpa faz, indiscutivelmente, a melhor campanha dentre todos os 10 clubes participantes, culminando com o título amazonense, conquistado em cima do Fast Clube ganhando os dois jogos da decisão por 1 a 0 e aumentando ainda mais o jejum do Tricolor de Aço, que amarga 40 anos sem título. Esse foi o primeiro título amazonense do clube de Itacoatiara em 63 anos de história. A conquista deu direito ao Penarol de disputar a Copa do Brasil de 2011 e a Série D de 2011.

### 2011, o Bicampeonato
Em 2011, o Penarol surpreendeu mais uma vez. Após uma campanha regular nos respectivos turnos, o time itacoatiarense jogou quatro vezes contra o Nacional de Manaus, (duas vezes nas finais dos dois turnos e duas vezes na Taça que valeria o Campeonato Estadual.) no qual obteve uma vitória e três empates, sendo que, em jogos que houve dois empates, o Leão da Velha Serpa decidiu nos pênaltis e teve uma derrota e uma vitória, sendo a última culminante no bicampeonato estadual. Sendo assim, o time, então dirigido por Uidemar Oliveira, é o único do interior do estado a obter dois títulos seguidos, desbancando até mesmo os principais times da capital amazonense.

### Anos seguintes
O clube passou por uma fase, entre 2012 e 2015, em que figurou sempre entre os quatro primeiros da tabela do Campeonato.
Em 2016, quando a Federação Amazonense de Futebol mudou o Barezão para o segundo semestre do ano, o clube se mostrou contrário à decisão e se recusou a participar, portanto ficou sem competições profissionais naquele ano .

### Retorno à Série B em 2017
No final de 2016 o clube anunciou que participaria da Segunda Divisão do Amazonense em 2017 e, junto a outras três equipes, buscaria o acesso à Primeira Divisão do mesmo ano . No final do mês de Dezembro anunciou o técnico Fábio Luiz, que trabalhou no clube no bicampeonato de 2011, como comandante da equipe para a disputa do acesso.
No início do ano, durante a apresentação do elenco e da comissão técnica, o presidente Ila Rabelo anunciou que o clube iria ter uma fornecedora de material esportivo própria, a Patada do Leão, nos moldes do que o Paysandu fez em Belém com a marca Lobo, sendo o primeiro clube amazonense a realizar tal feito, como forma de buscar renda a longo prazo. 
A campanha do time na Segunda Divisão foi sem surpresas. Após um retrospecto satisfatório, garantiu o retorno à Elite já ao final da Primeira Fase. Como consequência, dispensou o técnico Fábio Luiz e mais seis atletas  e anunciou Humberto Santos, que vinha de uma carreira vitoriosa no Nordeste , além de outros três jogadores. Ao fim da fase classificatória, enfrentaria o Holanda na grande final, porém uma tragédia atingiu o time rio-pretense: o presidente do clube, Leão Braúna, foi encontrado morto apenas três dias antes da partida . O Leão da Velha Serpa então abdica ao título da Segundona e fica com o segundo lugar.
Antes do Barezão, disputou a volta do Torneio Início e foi eliminado pelo Fast ainda na primeira rodada, ao ser derrotado por 1x0 pelo time tricolor.

### Rebaixamento em 2022
Em 2022, o Penarol resolveu refazer uma parceria com o controverso Henrique Barbosa (dono do Atlético Amazonense). A parceria com este iniciou no início de 2021 e na época o clube chegou a fazer uma nota pública denunciando que alguém estaria se passando pelo empresário e pedindo valores de atletas para que pudessem ingressar no clube. Apesar da gravidade da situação, nenhuma denuncia foi realizada. Na sua primeira passagem pelo clube itacoatiarense, o dirigente chegou a ser punido com suspensão de 50 dias após proferir ofensas contra um arbitro local, inclusive fazendo alusão a uso de influência para perseguir o mesmo.. Em ocasião de outra partida(Fast Clube x Penarol, em 30 de Janeiro de 2022), é registrado em sumula o nome de Henrique Barbosa e Edirlei Tavares Campos por novamente agredir a moral da equipe de arbitragem, este último teve seu nome também relacionado em uma denúncia de manipulação de resultados na Segunda Divisão do mesmo ano. 
No decorrer da competição o "Leão azul" da "Velha Serpa" realizou sua pior campanha na história e foi rebaixado no Campeonato Amazonense pela primeira vez. Em 1º de fevereiro, quando o campeonato ainda ia para sua terceira rodada e o Penarol até então havia empatado com o Fast Clube e perdido pelo placar magro de 2 a 1, quando foi noticiado o desligamento do então técnico Maurílio Silva. Não foram dadas maiores explicações para seu desligamento e foram alegados "problemas familiares". Em setembro de 2022, em reportagem que denunciava o esquema de manipulação de resultados de Henrique Barbosa, num dos depoimentos um ex-atleta do clube diz que Maurílio Silva deixou o clube por não concordar com a ideia de vender resultados. Na denuncia também é mencionado que jogadores pagam pra jogar, o que remete ao factoide que levou o clube a emitir uma nota no início de 2021.
Depois do desligamento do técnico Maurílio Silva, o clube azulino chegou a sofrer cinco derrotas consecutivas por diferenças iguais ou superiores a três gols. A sequência de derrotas acachapantes começou com uma goleada por 5 a 0 sofrida ante o Iranduba. A derrota levou os administradores das redes sociais do clube a postar uma imagem com a frase "Somos doceiros! Desculpa, nação!". A sequência de derrotas com goleada parou com uma vitória mais que inesperada sobre a forte equipe do Amazonas, coincidentemente nesta rodada o clube foi oficialmente rebaixado. O clube fechou a competição com derrotas por 1 a 0 para os Princesa(que veio a ser vice-campeão) e para o Nacional(que veio a ser o terceiro colocado), mostrando que os resultados antes do rebaixamento se confirmar eram anormais (o clube não sofreu goleada de nenhuma equipe que ficou entre o 2º e o 5º lugar do estadual, com resultados de 0-1 Princesa, 0-1 Nacional, 1-1 Fast Clube e 1-0 Amazonas).

### A volta em 2025
Em 2025, o presidente do clube Antenor Gregório, estaria trabalhando e investindo no clube para a possível participação do Penarol na Segunda Divisão do Campeonato Amazonense de 2025 após 3 anos inativo. O objetivo, segundo o presidente do clube, é chegar a elite do Campeonato Amazonense.

## Titulos
| ESTADUAIS | ESTADUAIS               | ESTADUAIS | ESTADUAIS         |
|           | Competição              | Títulos   | Temporadas        |
| --------- | ----------------------- | --------- | ----------------- |
|           | Campeonato Amazonense   | 3         | 2010, 2011 e 2020 |
|           | Taça Cidade de Manaus   | 1         | 2010              |
|           | Taça Estado do Amazonas | 1         | 2011              |
|           | Torneio Início          | 1         | 1988              |

Municipais
- Copa Itacoatiara de Futebol: 1

(2010)
Campanhas de Destaque Nacionais
- Campeonato Brasileiro Série D - 13º Lugar

(2011)
- Copa do Brasil - 2ª Fase

(2012)
Campanhas de Destaque Estaduais
- 3ª Lugar - Campeonato Amazonense: 4

1983, 1985, 1986, 1987
- 4ª Lugar - Campeonato Amazonense: 5

(1980, 1981, 1984, 1991, 1993)
- Vice-Campeonato Amazonense da Série B: 2

2008 e 2017

## Estatísticas

### Participações
|  | Participações em 2025 |

| Competição | Competição            | Temporadas | Melhor campanha            | Estreia | Última | P | R |
| Amazonas   | Campeonato Amazonense | 24         | Campeão (3 vezes)          | 1980    | 2022   |   | 1 |
| Amazonas   | 2ª Divisão            | 4          | Vice-campeão (2008 e 2017) | 2007    | 2025   | 2 |   |
|            | Copa Verde            | 1          | Oitavas de final (2021)    | 2021    | 2021   |   |   |
| Brasil     | Série D               | 3          | 13º colocado (2011)        | 2011    | 2021   | – |   |
| Brasil     | Copa do Brasil        | 3          | 2ª fase (2012)             | 2011    | 2021   |   |   |

### Retrospecto
- Copa do Brasil de Futebol

43º em 2011 - 32º em 2012
- Campeonato Brasileiro de Futebol - Série D

13º em 2011 - 24º em 2012

## Torcidas
- Torcida Leões da Velha Serpa (ativa)
- Torcida Organizada Loucos do Penarol (ativa)
- Torcida Fuzaca do Leão (ativa)

## Rankings

### Ranking da CBF
- Posição: 186º
- Pontuação: 151 pontos

Ranking criado pela Confederação Brasileira de Futebol que pontua todos os times do Brasil.